# Cerca La Source (kommun i Haiti)
Cerca La Source är en kommun i Haiti.   Den ligger i departementet Centre, i den östra delen av landet, 90 km nordost om huvudstaden Port-au-Prince.